# Кума моя і я…
«Кума моя і я…» — вірш Тараса Шевченка 1860 року, написаний у С.-Петербурзі.

## Написання та автографи
Зберігся чистовий автограф вірша на звороті листа А. Маркевича до Шевченка від 16 вересня 1860 року. Автограф не датований. Вірш датується дослідниками орієнтовно за листом Маркевича: друга половина вересня — грудень 1860 року.
Автограф написано олівцем на звороті листа Маркевича з датою «16 сентября» (рік встановлюється за змістом листа, де йдеться про розрив Шевченка з Л. Полусмаковою: «Не имея решительно никого, чтобы послать за вещами Лукерьи…»). Текст чистовий, лише в рядку 9 закреслено початок слова.

## Публікація
Вперше вірш надруковано О. Новицьким у ЗНТШ 1913 року (книга 3, стор. 176), де подано за автографом. До збірки творів вірш уперше введено у виданні: «Шевченко Т. Поезія» 1927 року (під редакцією акад. С. Єфремова і М. Новицького, том 2, Київ, стор. 426).

## Сюжет
Образна система вірша не має безпосередніх аналогій в іних творах поета. Тут С.-Петербург уподібнено Стародавньому Єгиптові, що надало віршеві іронічного звучання. Ця поезія — досить складний за асоціаціями ліричний твір, в якому поєдналися й поетове іронічне сприйняття церковної відправи («піраміда» — очевидно, Петропавловський собор), і настрій, спричинений прогулянкою з Н. Тарновською. Комічний ефект створює майстерне поєднання семантично далеких і стилістично, здавалось би, несумісних слів: «жрець Ізіди» — «чорнявенький і кавалер», «кавалер» — «длань простер», «по манію» — «лакея» тощо.